# Sint-Lambertuskerk (Wouw)
De Sint-Lambertuskerk is de katholieke parochiekerk van Wouw, in de Nederlandse provincie Noord-Brabant. Ze bevindt zich aan het Torenplein 1.

## Geschiedenis
Begin 13e eeuw werd melding gemaakt van een kapel, gewijd aan Onze Lieve Vrouw in het Woud. In 1270 heeft men een bedehuis in steen opgetrokken. Bij restauratiewerkzaamheden na 1944 zijn daar de fundamenten nog van teruggevonden. In 1304 werd deze kerk verheven tot parochiekerk.
Eind 15e eeuw werd begonnen met de bouw van een kerk in de stijl van de Vlaamse en Kempense gotiek. De toren werd omstreeks 1480 gebouwd. In 1882 werd de kerk gerestaureerd. In 1944 werd het gebouw opgeblazen door de Duitsers, waarbij ook het beroemde koorgestoelte werd vernield. In 1951 was de restauratie voltooid.

## Gebouw en interieur
Het voor de afmetingen van het dorp imposante bouwwerk is een laatgotische kruisbasiliek met westtoren. Hoewel vrijwel het gehele interieur bij de verwoesting in 1944 verloren is gegaan, zijn een aantal beelden van de 17e-eeuwse koorbanken behouden gebleven. Deze koorbanken werden vervaardigd van 1690-1699 en zijn afkomstig van de Sint-Bernardusabdij te Hemiksem. Het betreft 19 beelden die heilig of zalig verklaarde Cisterciënzers, alsmede 12 vrouwenfiguren die de deugden verzinnebeelden. De beelden werden vervaardigd door kunstenaars als Artus Quellinus de Jonge, Lodewijk Willemsens en Hendrik Frans Verbruggen. Los daarvan is er een beeld van Sint-Sebastiaan uit het eerste kwart van de 16e eeuw.
In de westgevel van de kerk bevindt zich een gebrandschilderd raam uit 1937, vervaardigd door Joep Nicolas voor de Wereldtentoonstelling te Parijs die in dat jaar plaatsvond. Het raam in het priesterkoor is van Piet Clijsen. Het orgel stamt uit 1984 en werd gebouwd door de firma Verschueren.

## Galerij

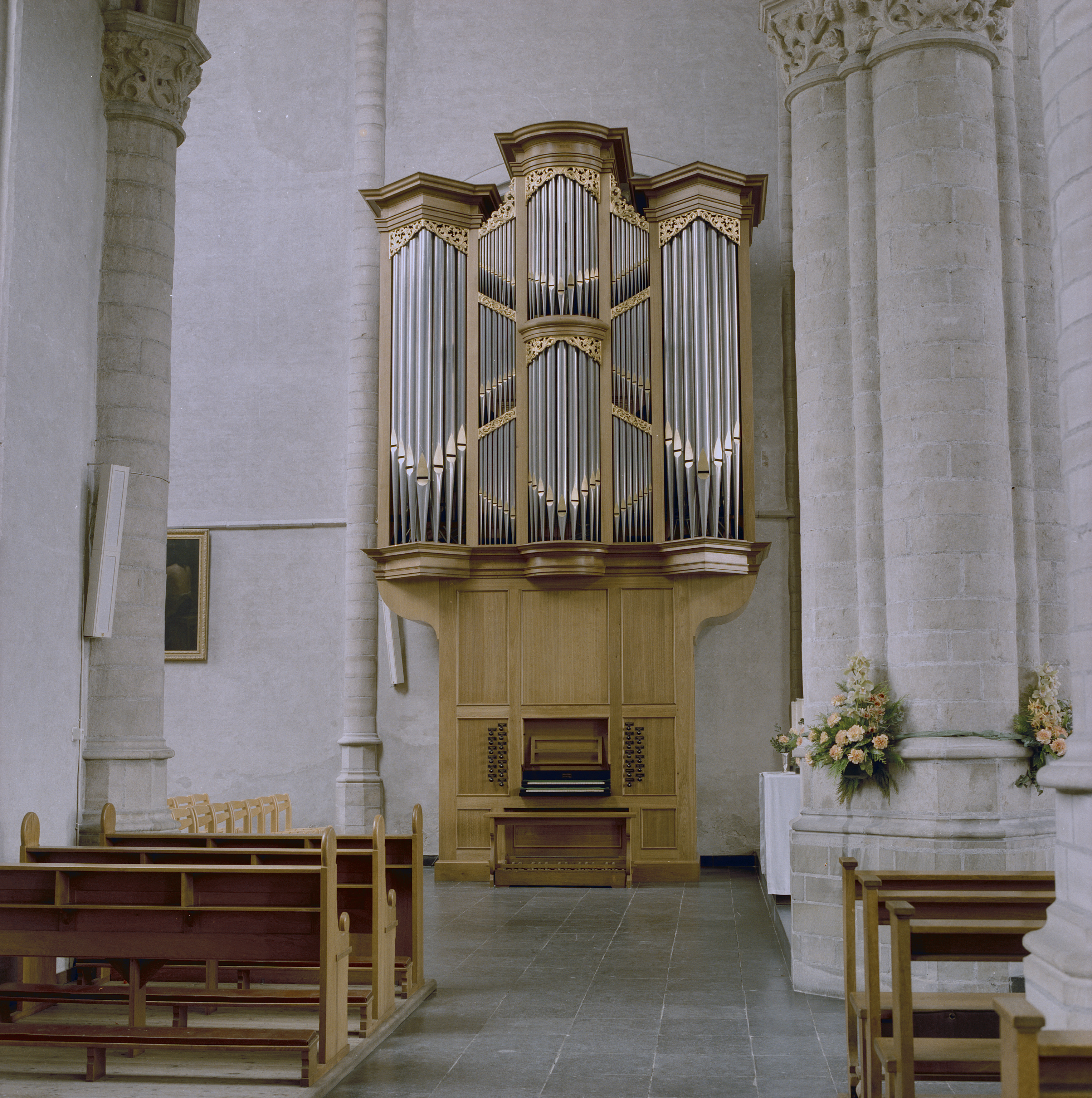
Orgel
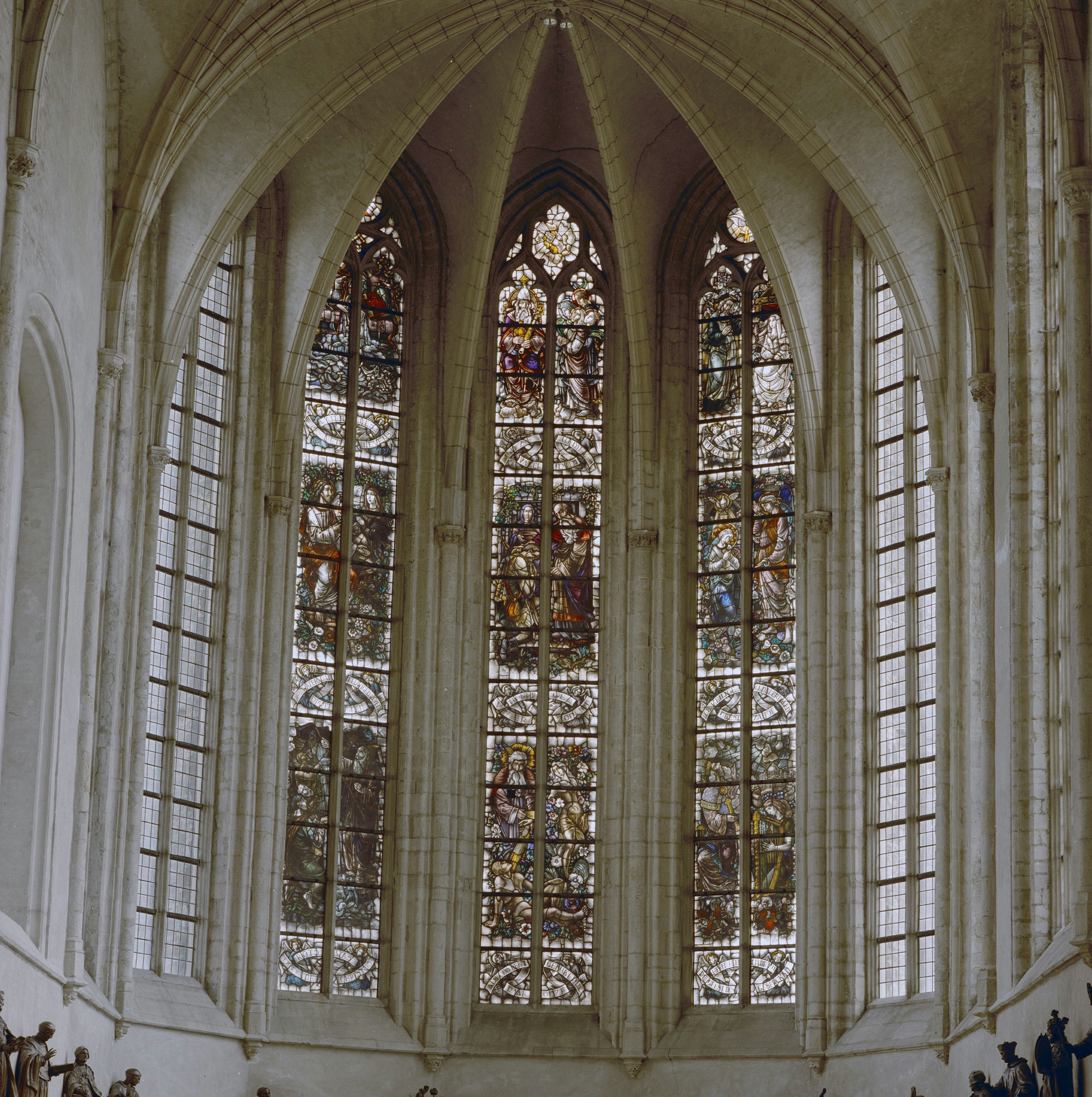
Ramen
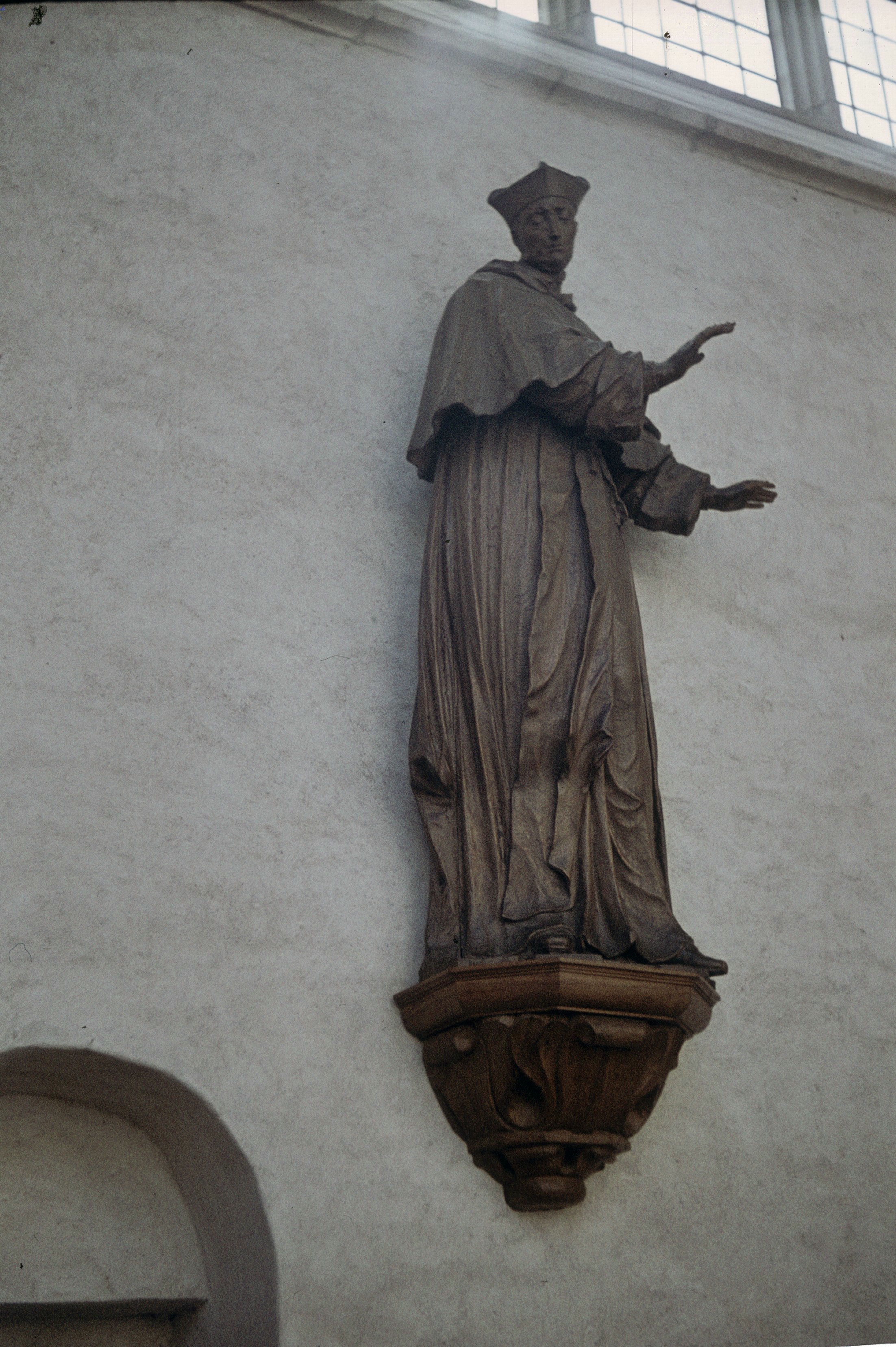
Houten beeld
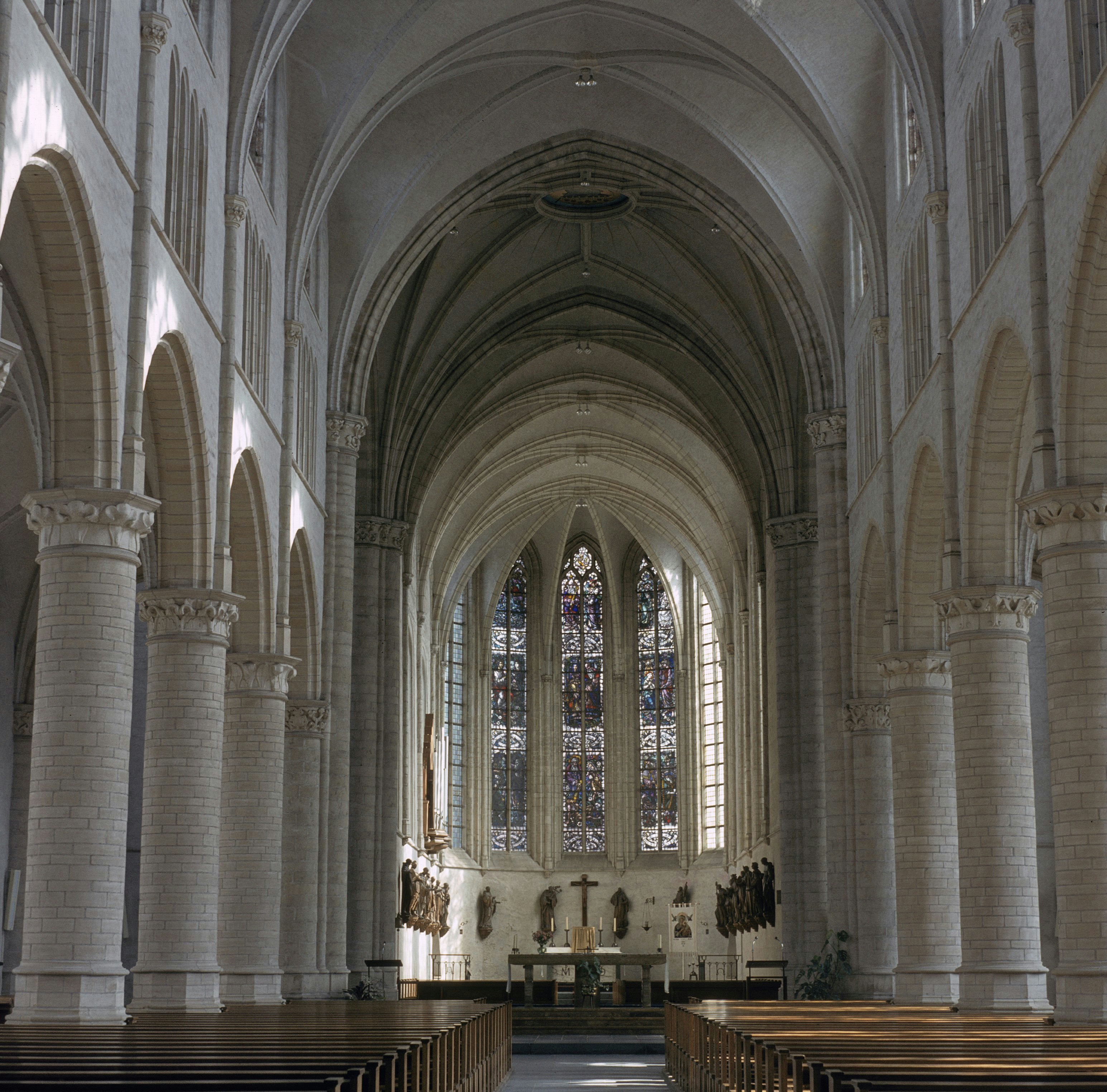
Schip
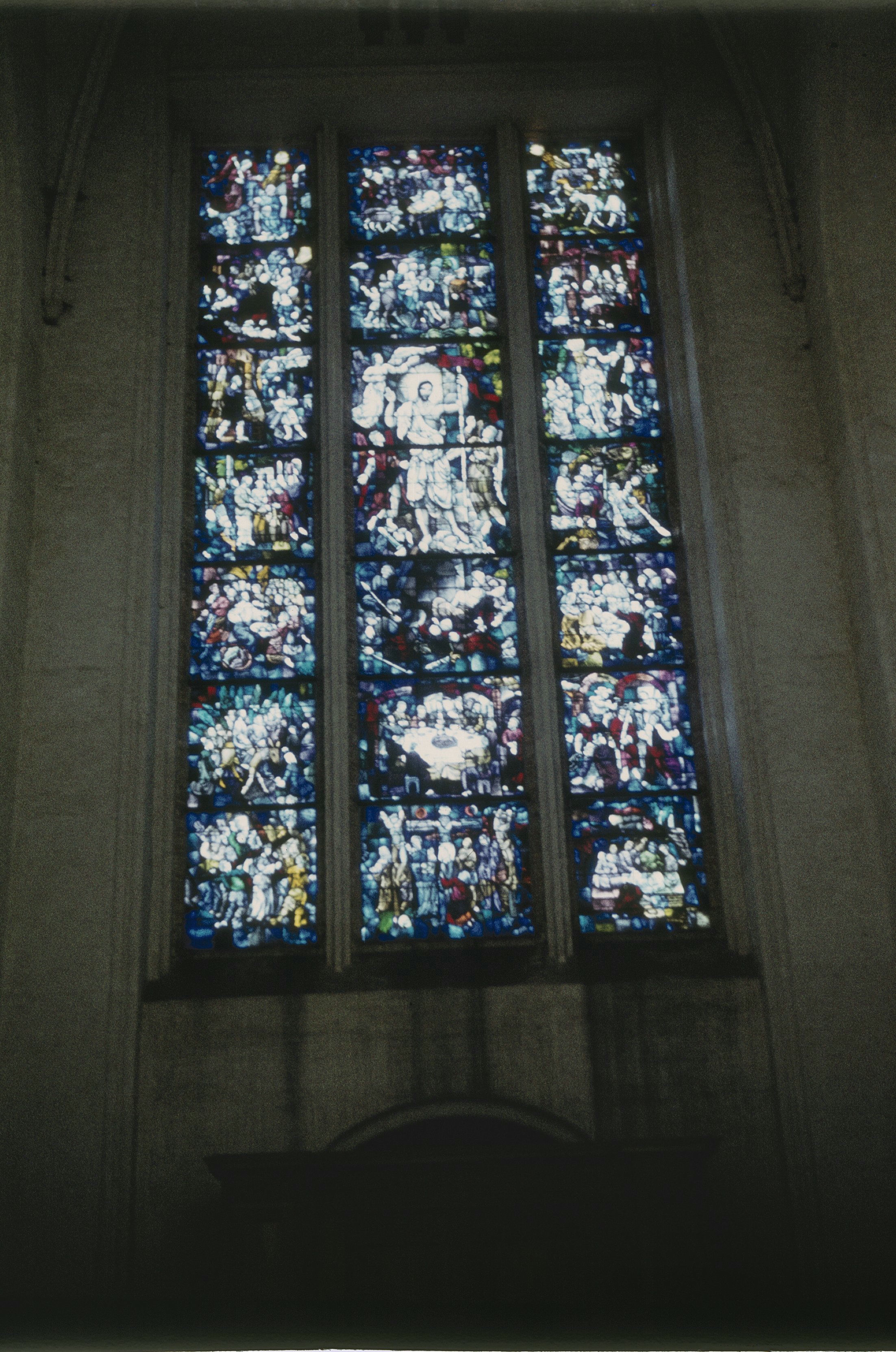
Raam westgevel
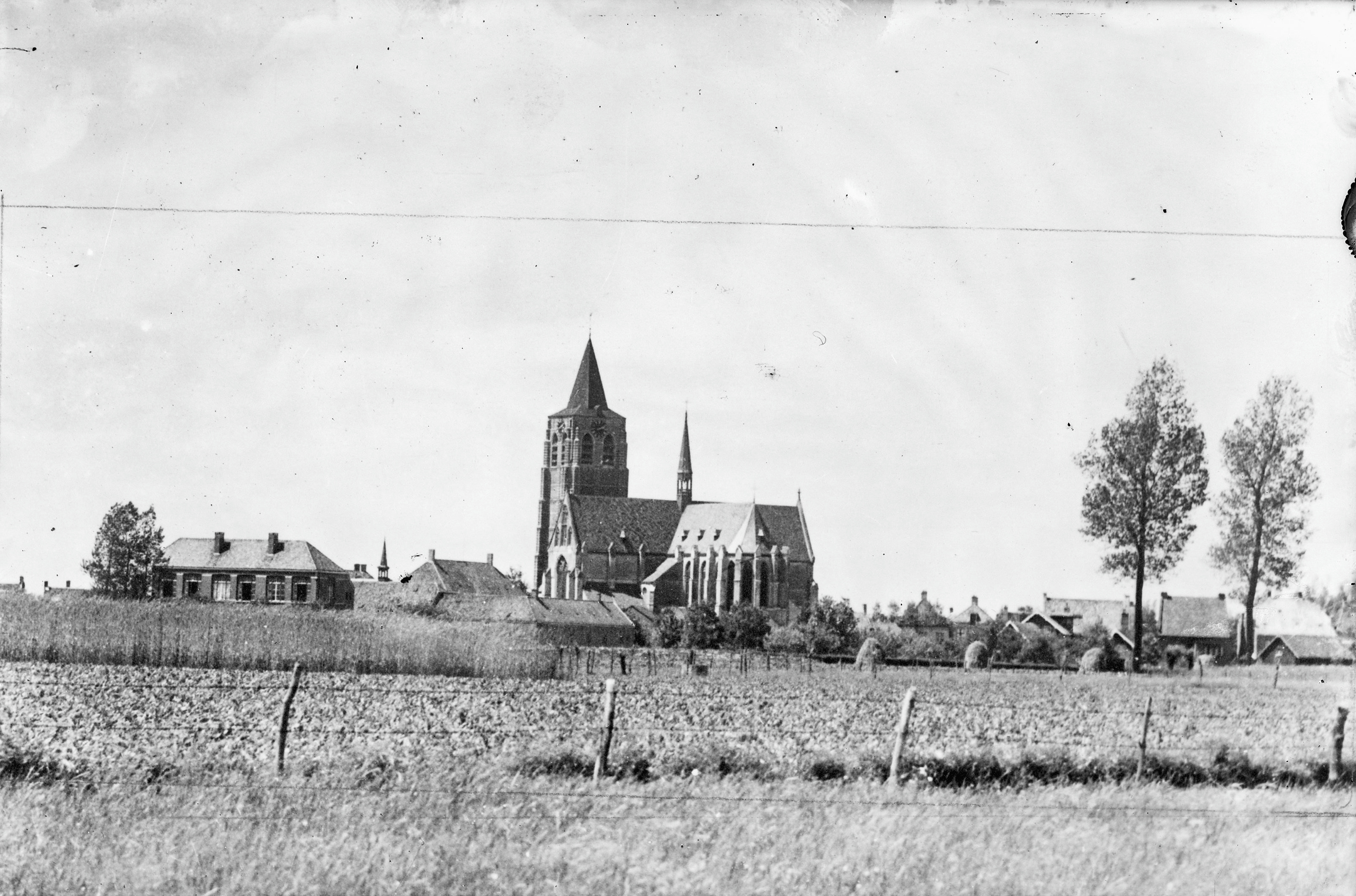
Kerk voor de oorlog
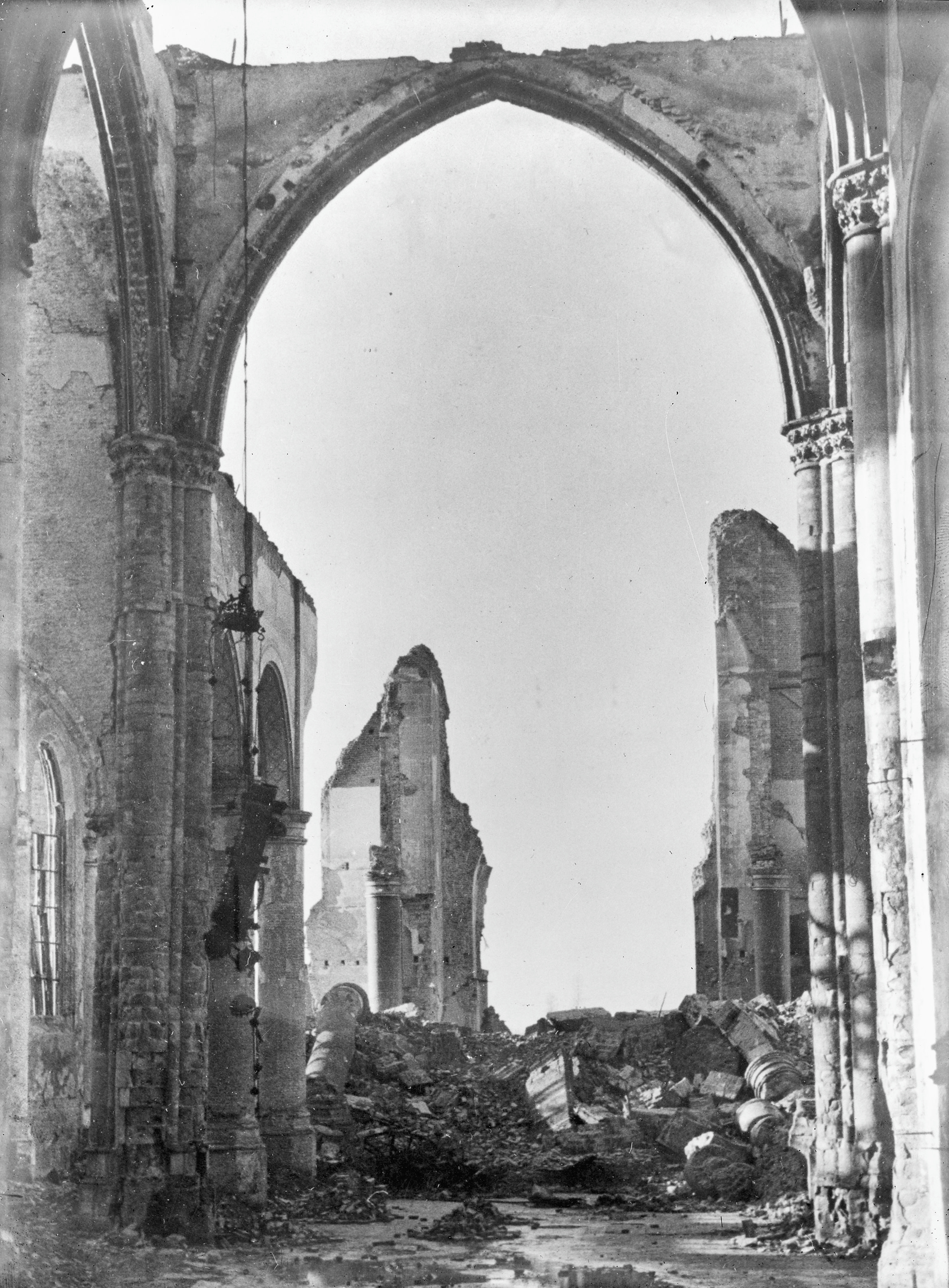
December 1944
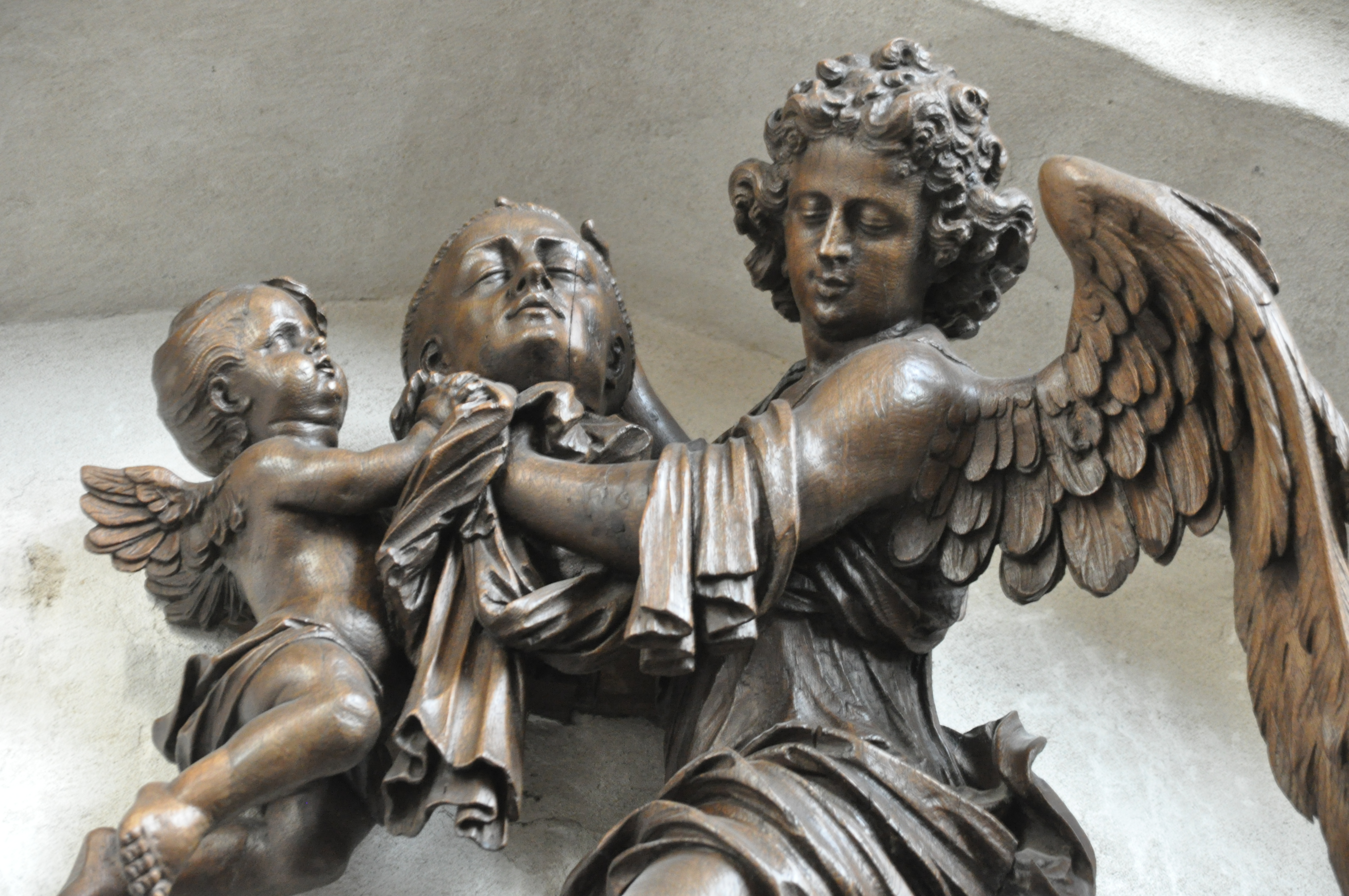
Beeld van Martinus Sacerdos de Finojosa